# Myrioblephara desumpta
Myrioblephara desumpta är en fjärilsart som beskrevs av Walker 1860. Myrioblephara desumpta ingår i släktet Myrioblephara och familjen mätare. Inga underarter finns listade i Catalogue of Life.